# Доње Грабово
Доње Грабово (алб. Grabovë e Poshtme) је насељено место у општини Грамш у округу Елбасан, Албанија. Према попису из 1989. године било је 576 становника.
Доње Грабово и Горње Грабово заједно чине насеље Грабово, које настањују Аромуни.